# Darius Twin
Darius Twin è un videogioco sparatutto a scorrimento fantascientifico pubblicato nel 1991 per Super Nintendo Entertainment System dalla Taito. Fa parte della serie di Darius ed è il primo di due titoli usciti per questa console, seguito da Super Nova. Conserva la struttura tipica dei giochi classici di Darius usciti per molte altre piattaforme, compresi i grandi boss con l'aspetto di animali marini meccanici.